# Donji Milanovac
Donji Milanovac je gradsko naselje u Srbiji, u općini Majdanpek u Borskom okrugu. Ovo mjesto na samoj obali Dunava, neposredno u blizini veoma značajnog arheološkog nalazišta Lepenski vir ujedno je i centar Nacionalnog parka Đerdap. Donji Milanovac do 1832. godine zvao se Poreč. Prema popisu iz 2002. bilo je 3132 stanovnika (prema popisu iz 1991. bilo je 3338 stanovnika).

## Sport
- FK Poreč